# Neolamprologus cylindricus
Neolamprologus cylindricus es una especie de peces de la familia Cichlidae en el orden de los Perciformes.

## Morfología
Los machos pueden llegar alcanzar los 10,4 cm de longitud total.

## Distribución geográfica
Es un endemismo del lago Tanganika (África Oriental).